# Wiège-Faty
Pour les articles homonymes, voir Faty.
Wiège-Faty est une commune française située dans le département de l'Aisne, en région Hauts-de-France.

### Localisation

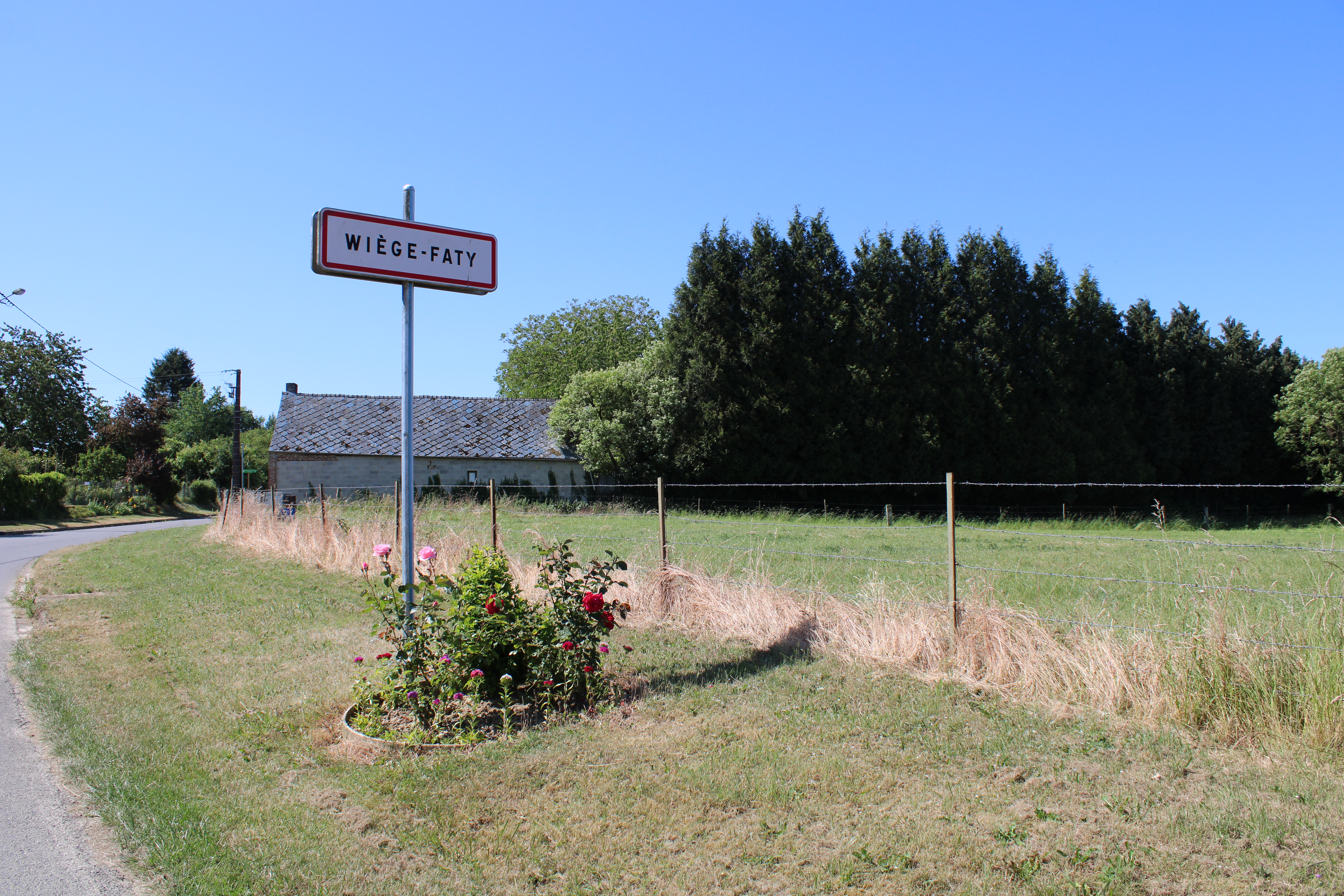
Entrée du village.

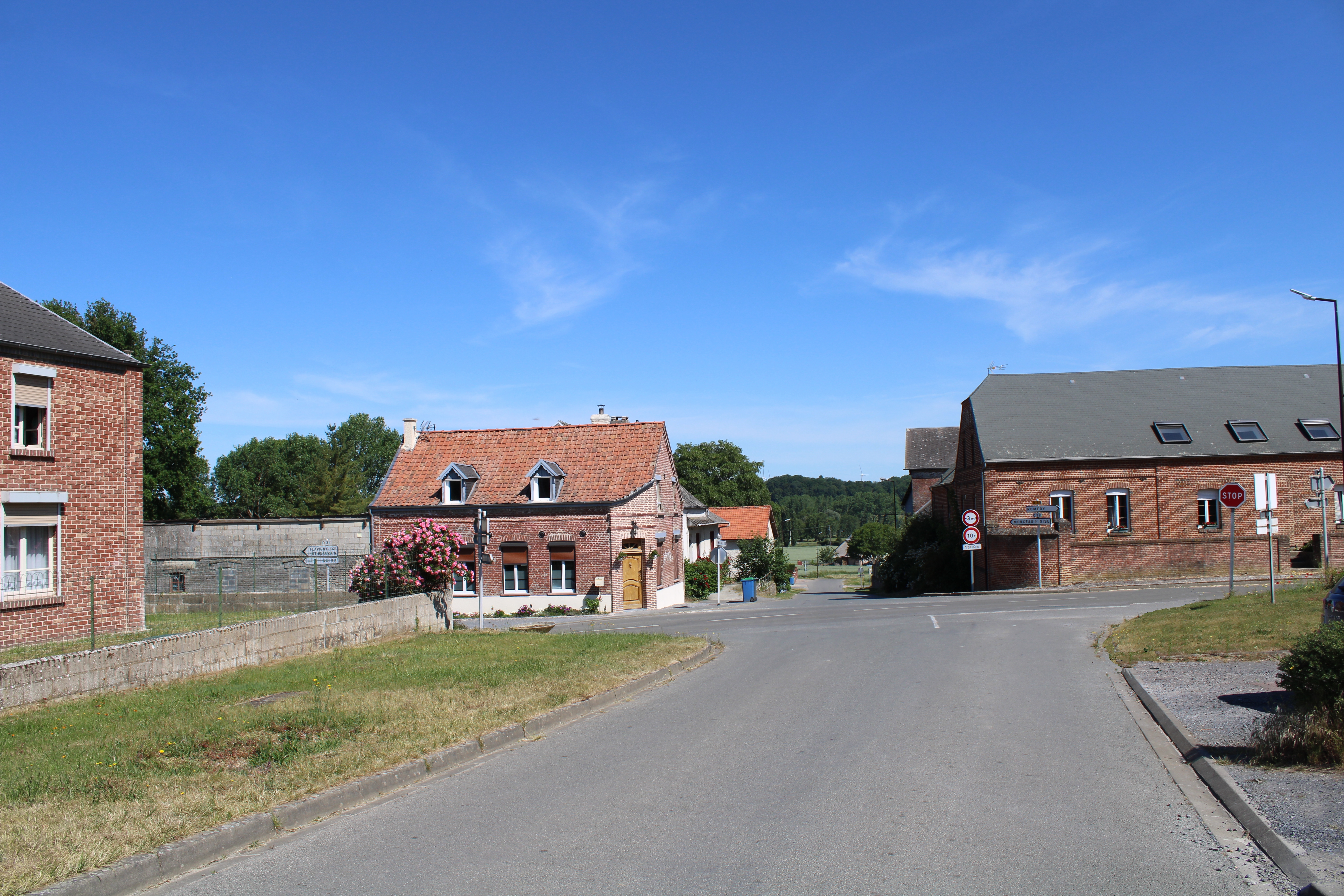
Vue du village de Faty.

## Géographie

### Hydrographie
La commune est située dans le bassin Seine-Normandie. Elle est drainée par l'Oise, le cours d'eau 01 de la commune de Wiège-Faty, le fossé des Mourdris et divers bras 01 de la commune de Wiège-Faty,,.
L'Oise prend sa source en Belgique, à 309 mètres d'altitude, dans l'ancienne commune de Forges et se jette dans la Seine à 20 mètres d'altitude, au Pointil en rive droite et en aval du centre de Conflans-Sainte-Honorine dans le département des Yvelines. D'une longueur 341 kilomètres, elle est presque entièrement navigable et bordée de canaux sur 104 kilomètres. Les caractéristiques hydrologiques de l'Oise sont données par la station hydrologique située sur la commune de Flavigny-le-Grand-et-Beaurain. Le débit moyen mensuel est de 11,2 m3/s. Le débit moyen journalier maximum est de 201 m3/s, atteint lors de la crue du 16 juillet 2021. Le débit instantané maximal est quant à lui de 218 m3/s, atteint le 15 juillet 2021.

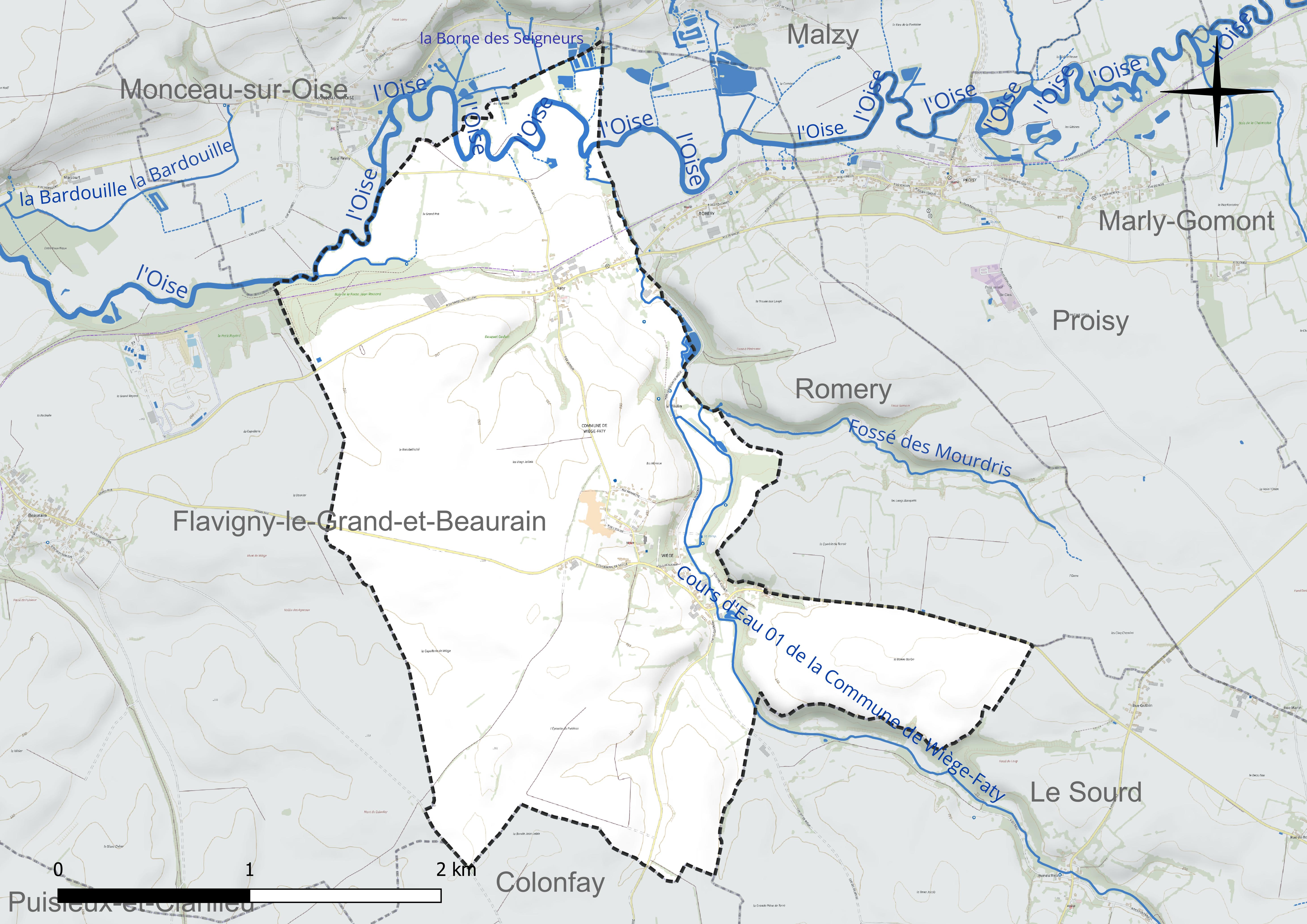
Réseau hydrographique de Wiège-Faty.

Un plan d'eau complète le réseau hydrographique : la Borne des Seigneurs, d'une superficie totale de 0,9 ha (0,4 ha sur la commune),.

### Climat
Pour des articles plus généraux, voir Climat des Hauts-de-France et Climat de l'Aisne.
En 2010, le climat de la commune est de type climat des marges montargnardes, selon une étude du CNRS s'appuyant sur une série de données couvrant la période 1971-2000. En 2020, Météo-France publie une typologie des climats de la France métropolitaine dans laquelle la commune est exposée à un climat océanique altéré et est dans la région climatique Nord-est du bassin Parisien, caractérisée par un ensoleillement médiocre, une pluviométrie moyenne régulièrement répartie au cours de l'année et un hiver froid (3 °C).
Pour la période 1971-2000, la température annuelle moyenne est de 10 °C, avec une amplitude thermique annuelle de 15 °C. Le cumul annuel moyen de précipitations est de 816 mm, avec 12,6 jours de précipitations en janvier et 9,7 jours en juillet. Pour la période 1991-2020, la température moyenne annuelle observée sur la station météorologique la plus proche, située sur la commune de Fontaine-lès-Vervins à 14 km à vol d'oiseau, est de 10,5 °C et le cumul annuel moyen de précipitations est de 826,3 mm,. Pour l'avenir, les paramètres climatiques de la commune estimés pour 2050 selon différents scénarios d'émission de gaz à effet de serre sont consultables sur un site dédié publié par Météo-France en novembre 2022.

## Urbanisme

### Typologie
Au 1er janvier 2024, Wiège-Faty est catégorisée commune rurale à habitat dispersé, selon la nouvelle grille communale de densité à 7 niveaux définie par l'Insee en 2022.
Elle est située hors unité urbaine. Par ailleurs la commune fait partie de l'aire d'attraction de Guise, dont elle est une commune de la couronne,. Cette aire, qui regroupe 21 communes, est catégorisée dans les aires de moins de 50 000 habitants,.

### Occupation des sols
L'occupation des sols de la commune, telle qu'elle ressort de la base de données européenne d'occupation biophysique des sols Corine Land Cover (CLC), est marquée par l'importance des territoires agricoles (88,4 % en 2018), une proportion identique à celle de 1990 (88,4 %). La répartition détaillée en 2018 est la suivante : 
terres arables (71,6 %), prairies (11,7 %), zones urbanisées (9,1 %), zones agricoles hétérogènes (5,2 %), forêts (2,5 %).
L'évolution de l'occupation des sols de la commune et de ses infrastructures peut être observée sur les différentes représentations cartographiques du territoire : la carte de Cassini (XVIIIe siècle), la carte d'état-major (1820-1866) et les cartes ou photos aériennes de l'IGN pour la période actuelle (1950 à aujourd'hui).

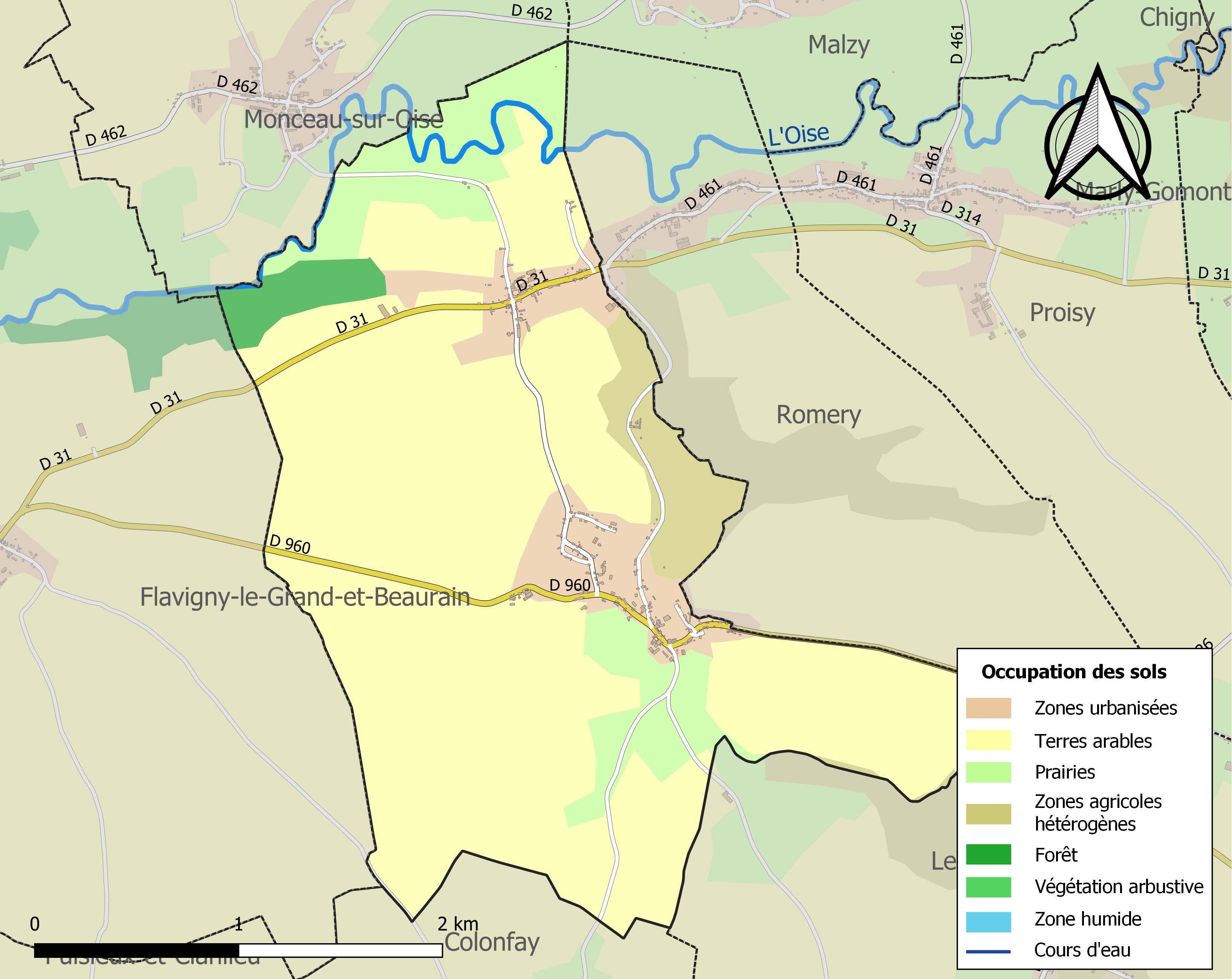
Carte de l'occupation des sols de la commune en 2018 (CLC).

## Toponymie
En ce qui concerne Wiège, il apparaît pour la première fois en 1110 sous l'appellation de Gisneium également dans un cartulaire de l'abbaye d'Homblières. L'orthographe variera encore de nombreuses fois : Uiège, Parroichis de Viège, Wege, Villa de Viegia, Wyesgres, Wiesgres, Wyege, Vuiége, Vuyege, Huiége  et enfin l'orthographe actuelle Wiège sur la carte de Cassini au XVIIIe siècle.
Le village de Faty apparaît pour la première fois en 1142 sous l'appellation de Fasticum dans un cartulaire de l'abbaye d'Homblières. L'orthographe variera ensuite de nombreuses fois en fonction des différents transcripteurs : Territorium de Fasti, Terrade Fastis, Fasthi, Fasty, Fatty en 1569  et enfin l'orthographe actuelle Faty sur la carte de Cassini au XVIIIe siècle.

## Histoire
|  |  |  |

Wiège possédait un fort qui a été détruit en mai 1424 par le capitaine de Rouen, maréchal des Anglais.

La carte de Cassini ci-contre montre qu'au milieu du XVIIIe siècle, Faty et Wiège sont deux paroisses indépendantes qui ont été regroupées en une seule commune en 1795.

Un moulin à eau, figuré par une roue dentée, fonctionnait sur le Rieux, ruisseau qui va se jeter dans l'Oise ; les vestiges de ce moulin existent encore de nos jours dans le hameau le moulin de Wiège.

Sur le plan cadastral de 1825, quatre moulins sont représentés sur le cours d'eau.

Le château de Wiège est également représenté sur cette carte.

Les papeteries

Les nombreux cours d'eau serpentant en Thiérache ont permis l'installation de nombreux moulins à eau : beaucoup ont permis de moudre le grain pour obtenir la farine et d'autres, notamment à Faty, Rougeries, Saint-Gobert, Romery, Voulpaix, Franqueville, Vervins, Thenailles, Harcigny sont devenus des papeteries.

La roue à aubes du moulin entraînait un axe sur lequel étaient fixés des plots avec des maillets qui frappaient la matière première composée pour un quart de déchets de chanvre et de chiffons et le reste de papier recyclé. La pâte obtenue était ensuite travaillée en fonction d'un cahier des charges très strict pour obtenir différents types de papiers qui servaient notamment d'emballage des produits alimentaires dans les épiceries.

Jean-Louis Lamborion créa en 1777 une papeterie à Faty sur l'emplacement d'un moulin à huile. En 1794, elle occupait quatre ouvriers. Cette papeterie fut détruite en 1884 et remplacée par un moulin à blé.

L'ancienne ligne de chemin de fer de Guise à Hirson

Wiège-Faty a possédé une gare commune avec Romery située sur la ligne de chemin de fer de Guise à Hirson qui a fonctionné de 1910 à 1978, ainsi que sur la ligne de Romery à Liart de 1912 à 1951. Quatre trains s'arrêtaient chaque jour dans cette gare dans chaque sens.

Première Guerre mondiale

Le 28 août 1914, soit moins d'un mois après la déclaration de la guerre, le village est occupé par les troupes allemandes après la défaite de l'armée française lors de la bataille de Guise. Pendant toute la guerre, le village restera loin du front qui se stabilisera à environ 150 km à l'ouest aux alentours de Péronne. Les habitants vivront sous le joug des Allemands: réquisitions de logements, de matériel, de nourriture, travaux forcés. Ce n'est que le 29 octobre 1918 que les Allemands seront chassés du village par les troupes françaises.

## Politique et administration

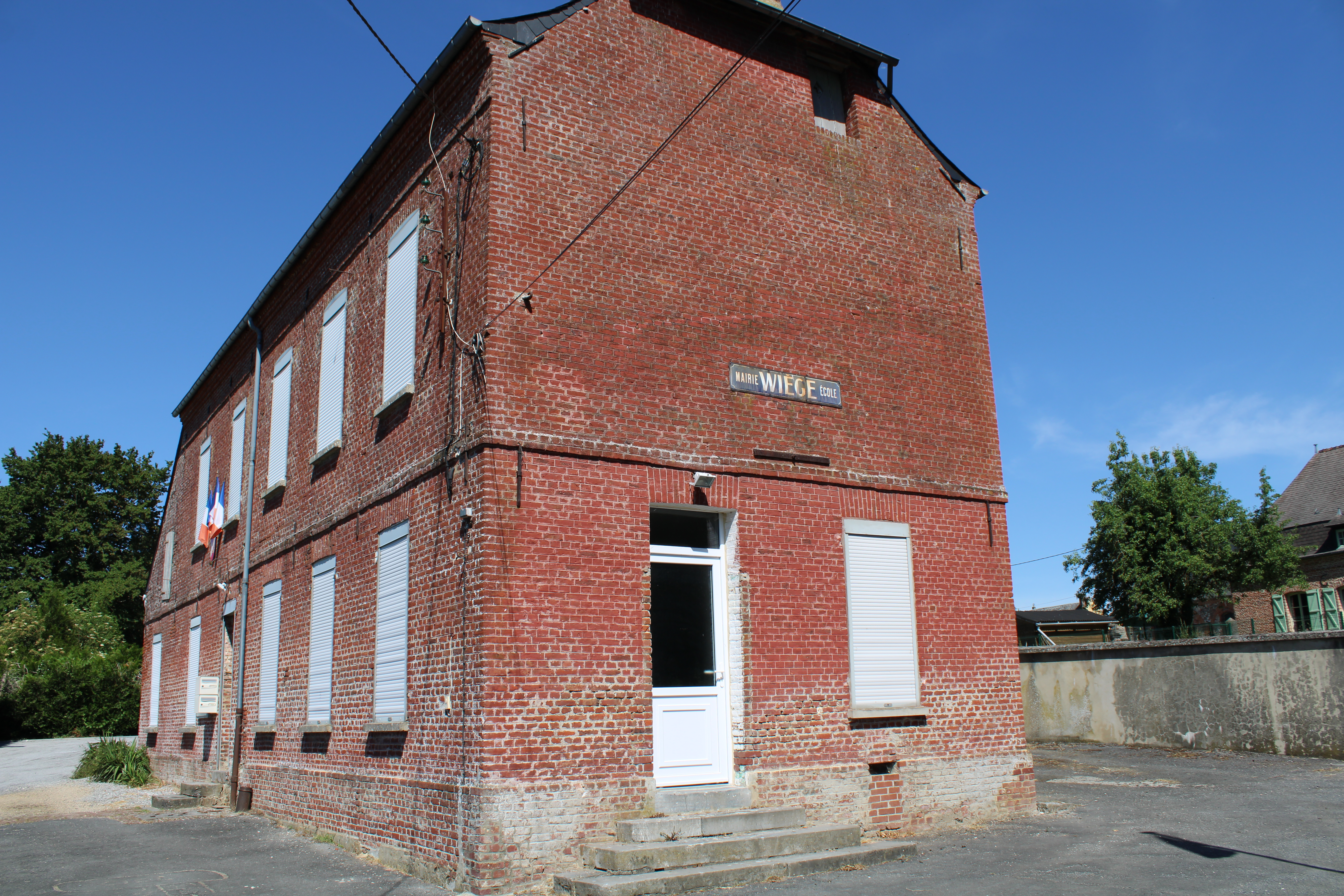
La mairie.

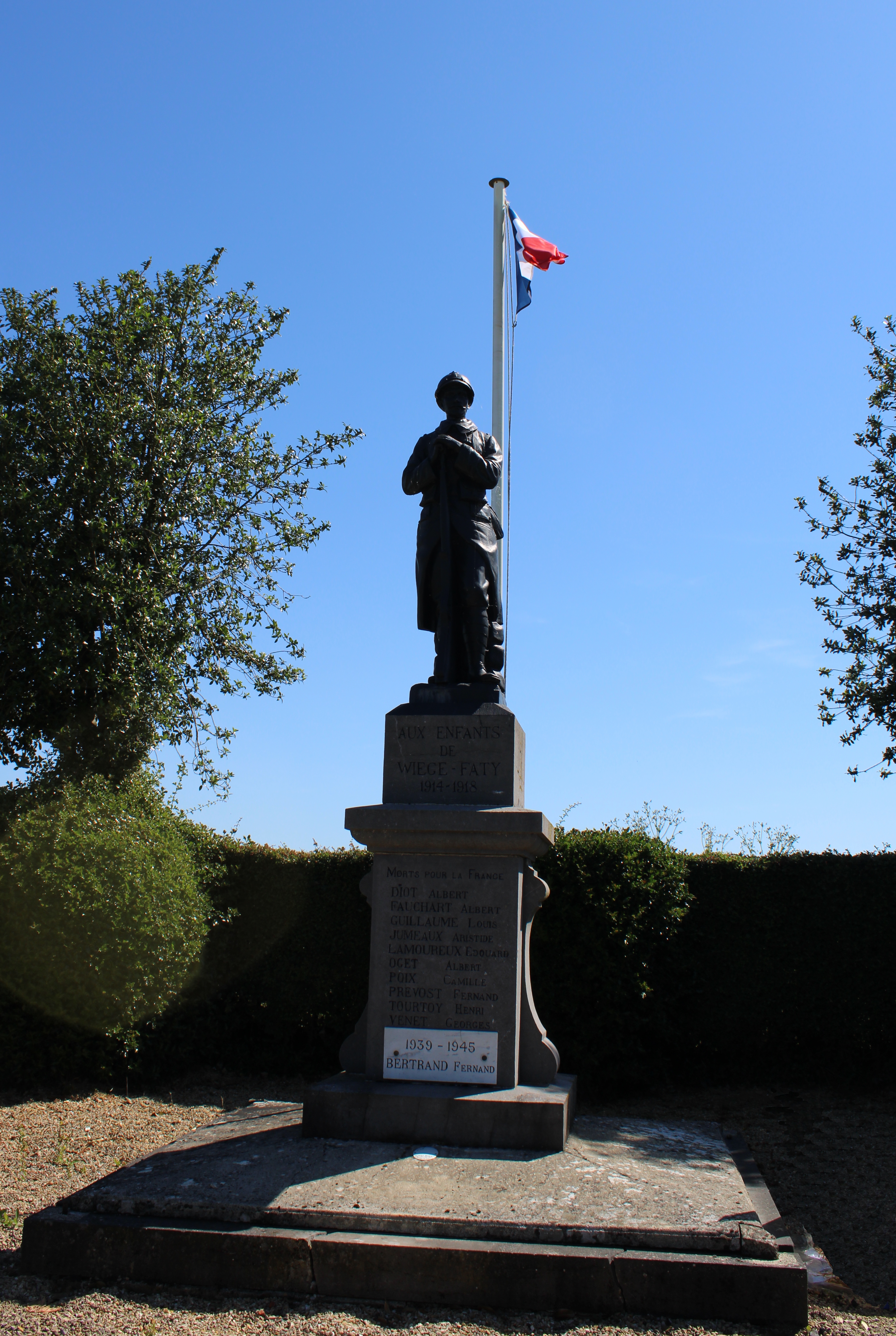
Le monument aux morts situé entre les deux "villages".

### Découpage territorial
La commune de Wiège-Faty est membre de la communauté de communes de la Thiérache du Centre, un établissement public de coopération intercommunale (EPCI) à fiscalité propre créé le 31 décembre 1992 dont le siège est à La Capelle. Ce dernier est par ailleurs membre d'autres groupements intercommunaux.
Sur le plan administratif, elle est rattachée à l'arrondissement de Vervins, au département de l'Aisne et à la région Hauts-de-France. Sur le plan électoral, elle dépend du  canton de Marle pour l'élection des conseillers départementaux, depuis le redécoupage cantonal de 2014 entré en vigueur en 2015, et de la troisième circonscription de l'Aisne  pour les élections législatives, depuis le dernier découpage électoral de 2010.

### Administration municipale
| Période                                  | Période                       | Identité          | Étiquette | Qualité                                 |
| ---------------------------------------- | ----------------------------- | ----------------- | --------- | --------------------------------------- |
| Les données manquantes sont à compléter. |                               |                   |           |                                         |
| avant 1877                               |                               | M. Hécart         |           |                                         |
|                                          | après 1879                    | M. Blondel        |           |                                         |
|                                          | 1900                          | M. Parent Georges |           |                                         |
| Les données manquantes sont à compléter. |                               |                   |           |                                         |
| 1971                                     | octobre 2017                  | Hugues Mangot     | UMP-LR    | Agriculteur retraité, Démissionnaire    |
| décembre 2017                            | mars 2018                     | François Lannoy   |           | Conseiller municipal assurant l'intérim |
| mars 2018                                | En cours (au 20 juillet 2020) | Marc Cotret       |           | Réélu pour le mandat 2020-2026          |

## Démographie
L'évolution du nombre d'habitants est connue à travers les recensements de la population effectués dans la commune depuis 1793. Pour les communes de moins de 10 000 habitants, une enquête de recensement portant sur toute la population est réalisée tous les cinq ans, les populations de référence des années intermédiaires étant quant à elles estimées par interpolation ou extrapolation. Pour la commune, le premier recensement exhaustif entrant dans le cadre du nouveau dispositif a été réalisé en 2008.

En 2022, la commune comptait 181 habitants, en évolution de −12,98 % par rapport à 2016 (Aisne : −1,97 %, France hors Mayotte : +2,11 %).
| 1793  | 1800  | 1806  | 1821  | 1831  | 1836 | 1841 | 1846 | 1851 |
| ----- | ----- | ----- | ----- | ----- | ---- | ---- | ---- | ---- |
| 1 390 | 1 465 | 1 534 | 1 456 | 1 647 | 853  | 866  | 838  | 809  |

| 1856 | 1861 | 1866 | 1872 | 1876 | 1881 | 1886 | 1891 | 1896 |
| ---- | ---- | ---- | ---- | ---- | ---- | ---- | ---- | ---- |
| 811  | 849  | 858  | 755  | 690  | 624  | 579  | 565  | 546  |

| 1901 | 1906 | 1911 | 1921 | 1926 | 1931 | 1936 | 1946 | 1954 |
| ---- | ---- | ---- | ---- | ---- | ---- | ---- | ---- | ---- |
| 511  | 465  | 463  | 355  | 407  | 405  | 352  | 334  | 357  |

| 1962 | 1968 | 1975 | 1982 | 1990 | 1999 | 2006 | 2008 | 2013 |
| ---- | ---- | ---- | ---- | ---- | ---- | ---- | ---- | ---- |
| 343  | 292  | 214  | 206  | 180  | 200  | 222  | 228  | 218  |

| 2018 | 2022 | - | - | - | - | - | - | - |
| ---- | ---- | - | - | - | - | - | - | - |
| 193  | 181  | - | - | - | - | - | - | - |

## Lieux et monuments
- Église Saint-Martin de Wiège.
- Église Saint-Martin de Faty, une des multiples églises fortifiées de Thiérache.
- Axe vert de la Thiérache, chemin de randonnée sur l'ancienne voie ferrée Guise - Hirson, passe à Faty, où se trouve l'ancienne gare de Wiège-Faty - Romery.
- Restes d'un château du XIIe siècle[41].

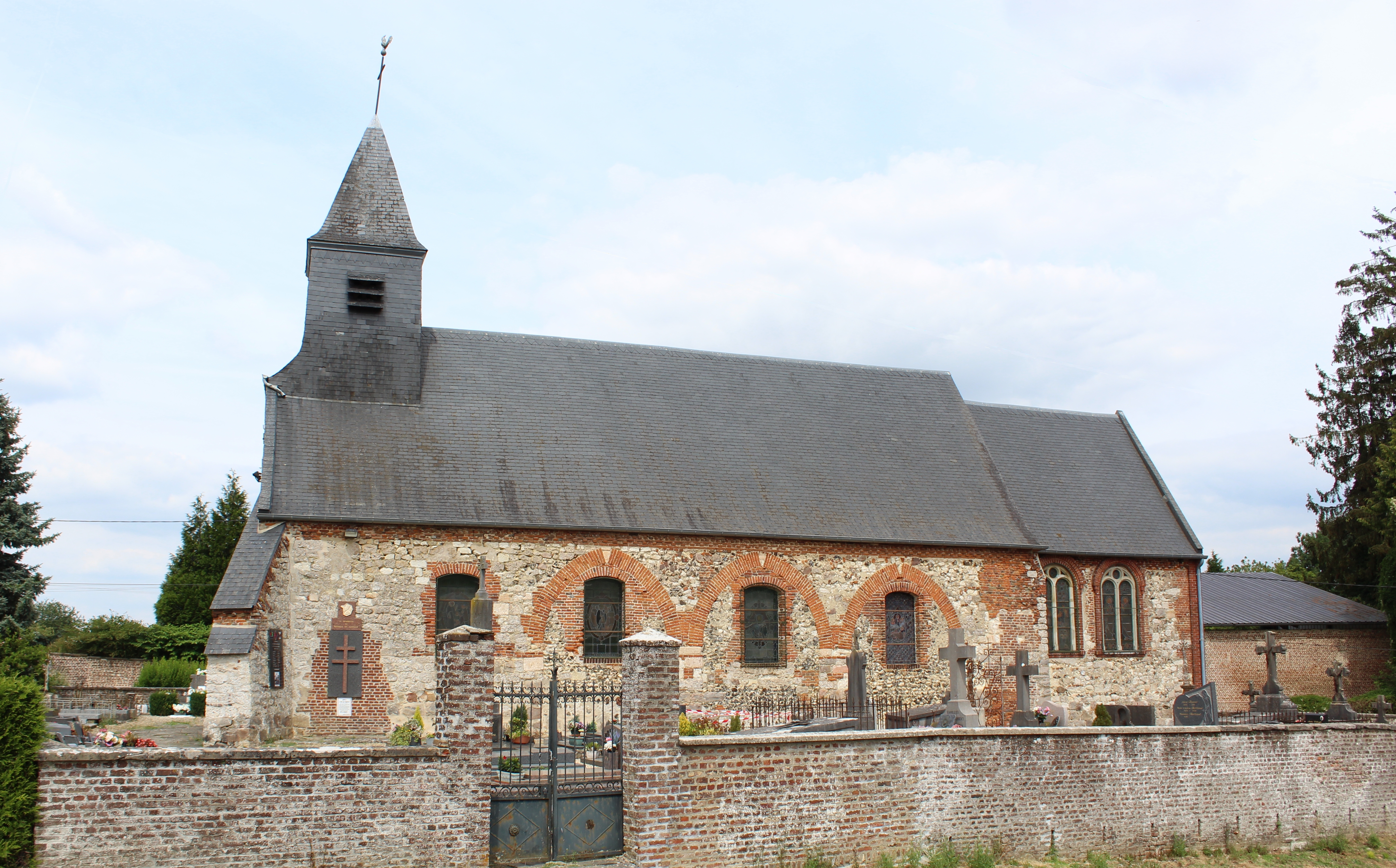
Église de Wiège, derrière laquelle se dressent en contrebas les arbres du parc du château.
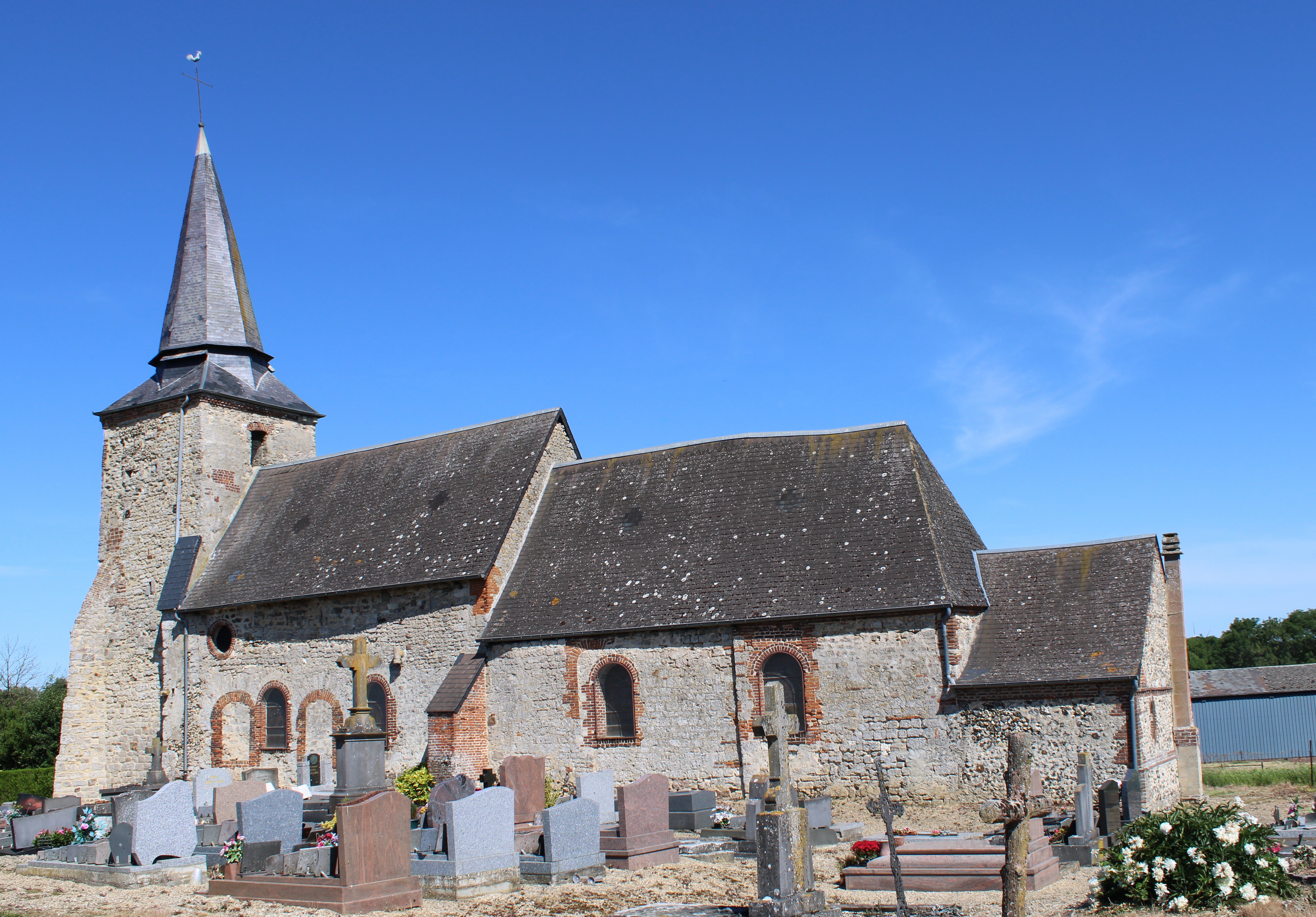
L'église fortifiée de Faty.
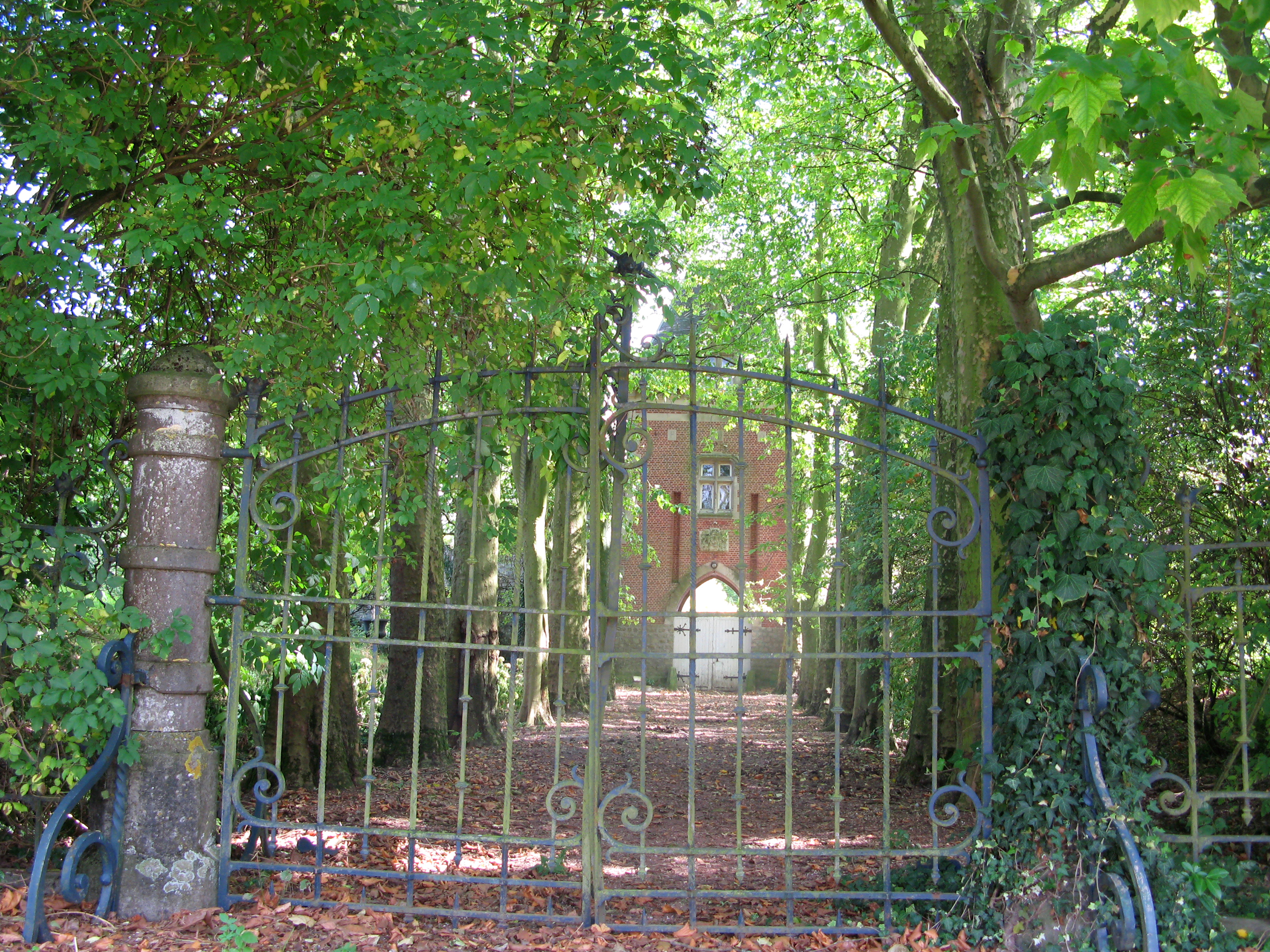
Grille du château de Wiège.
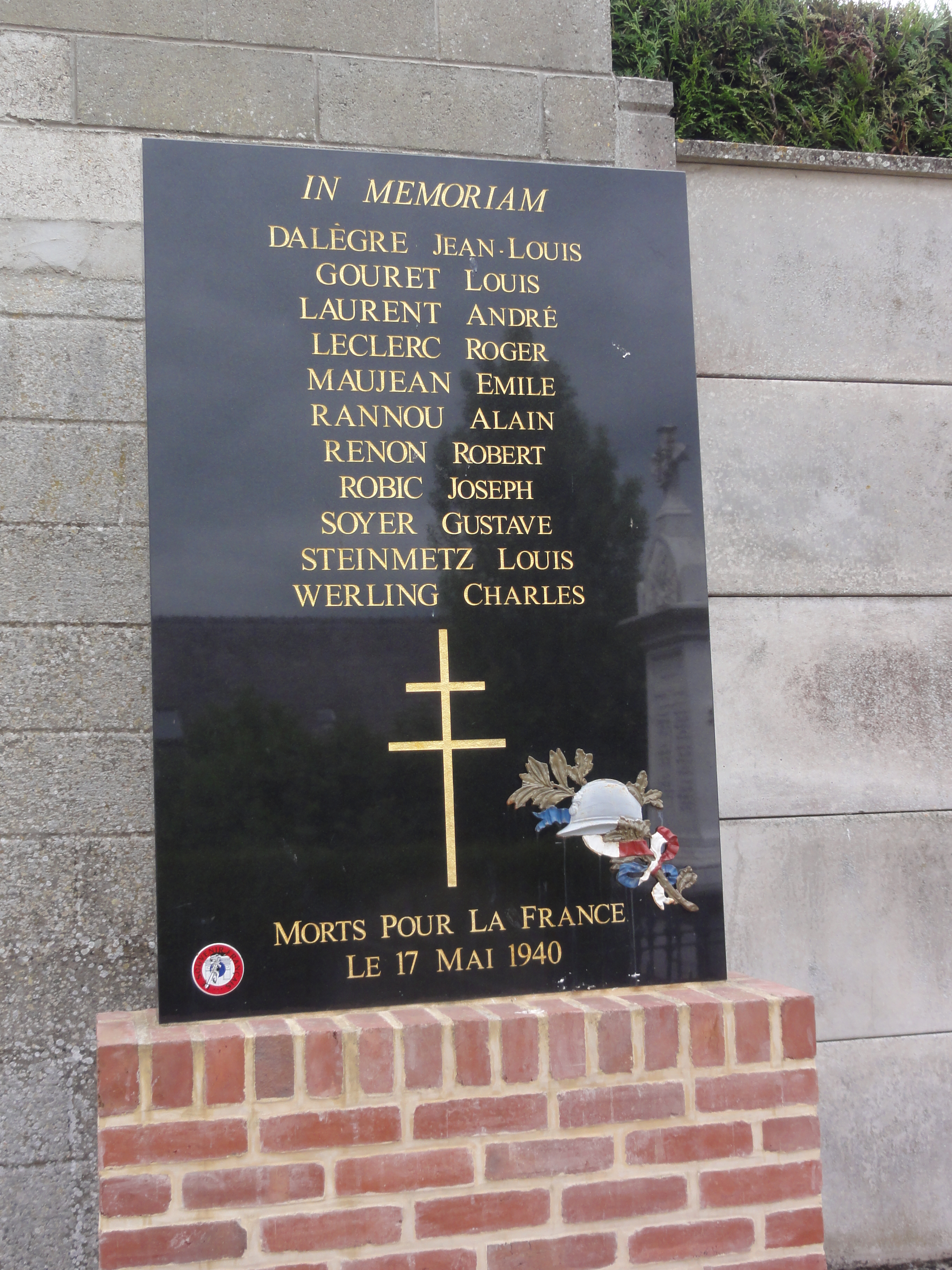
Plaque morts de la guerre 1939-1945 à Faty.
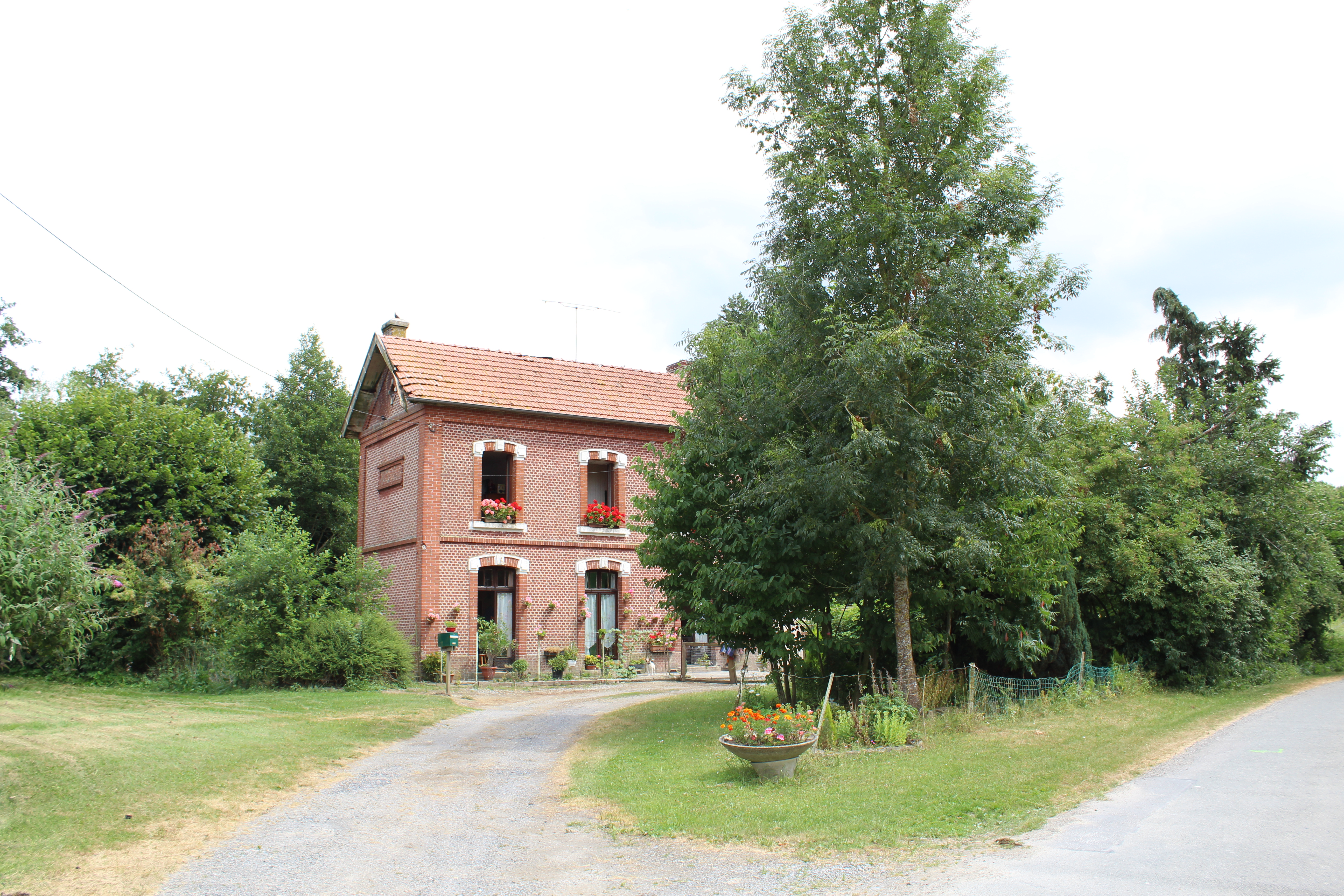
L'ancienne gare de Wiège transformée en habitation.

## Personnalités liées à la commune
Henri André Eugène Edart, né dans la commune le 13/11/1893 ; lieutenant-colonel ; Croix de guerre, Légion d'honneur.